# Ягільницький народний музей
Ягільницький народний музей — науково-освітній заклад у селі Ягільниця Чортківського району.

## Історія
Відкритий у 1979 році.
Від 1990 року — народний.

Одна з виставок музею.

Друге місце в Україні в номінації «Історія рідного краю» (2009).
Утворений на базі матеріалів шкільного залу-музею (збирали від 1940-х), приватні колекції вчителів О. Карабіна (археологія), В. Ковальчука (фотоматеріали, етнографія), В. Бойчука (нумізматика) та інші.
Експозиційний план склав науковий працівник ТОКМ О. Тарноруда.
Директор музею на громадських засадах С. Бубернак (нині науковий працівник), від 1990 року — Г. Перун.
Нині в експозиції, розташовані у приміщені адміністративному будинку сільради, понад 3 тисячі експонатів (6 залів).